# Plačljiva Myrtla
Plačljiva Myrtla († o.13. lipnja 1943.) imaginaran je lik iz romana o Harryju Potteru autorice J. K. Rowling. Ona je duh koji živi u ženskoj kupaonici na drugom katu u Hogwartsu. 
Shirley Henderson je glumila Mrytlu u filmskim verzijama Harryja Pottera i Odaje tajni i Harryja Pottera i Plamenog pehara.
Myrtla je duh vještice bezjačkog podrijetla koja je umrla kao učenica u Hogwartsu pedeset godina prije događaja iz knjiga. Nesretna se djevojčica ponekad povlačila u žensku kupaonicu na drugom katu kako bi mogla na miru plakati. Slučajno se u toj kupaonici nalazio i ulaz u Odaju tajni. Jednom se prilikom Myrtla skrivala od Olive Hornby koja joj se rugala kad se Odaja otvorila i iz nje je izašao bazilisk kojim je upravljao Tom Riddle i koji je ubio Myrtlu.
Nakon smrti, Myrtla je slijedila i plašila Olive gdje god bi ova pošla da bi joj se osvetila za njezino ruganje. Olive se žalila Ministarstvu magije koje je naredilo Myrtli da se vrati u Hogwarts. Od tada Myrtla "živi" u istoj onoj kupaonici u kojoj je i umrla.
Za razliku od drugih hogwartskih duhova, Myrtla se ne voli družiti i osjetljiva je na činjenicu da je mrtva. Ima važnu ulogu u Harryju Potteru i Odaji tajni - pomaže Harryju, Ronu i Hermioni da saznaju što je čudovište iz Odaje tajni. Myrtla također pomaže Harryju s drugim zadatkom na Tromagijskom turniru u Harryju Potteru i Plamenom peharu. Myrtla kaže Harryju da za rješavanje zagonetke zlatnog jajeta mora s njim zaroniti.
U Harryju Potteru i Princu miješane krvi tješi Draca Malfoya koji se brine hoće li uspjeti izvršiti zadatak koji mu je povjerio Lord Voldemort.